# Кёрберзе
Кё́рберзе (нем. Körbersee [ˈkœrbərzeː]) — горное озеро Северных Известняковых Альп. Располагается на территории округа Брегенц в федеральной земле Форарльберг на западе Австрии. Относится к бассейну ручья Зебах, правого притока реки Брегенцер-Ах.
Кёрберзе представляет собой олиго-мезотрофное озеро, находящееся на высоте 1654 м над уровнем моря в восточной части коммуны Шрёккен. Площадь озера составляет около 3,1 га, наибольшая глубина достигает около 8,3 м.
Сток из озера идёт на северо-запад через ручей Платтентобельбах (нем. Plattentobelbach), являющийся левым притоком Зебаха (нем. Seebach).
Вода в озере средней жёсткости (6,6 °dH), слабощелочная (pH 7,9).